# 下見吉十郎
下見 吉十郎（あさみ きちじゅうろう、寛文13年（1673年） - 宝暦5年8月1日（1755年9月6日））は、江戸時代に大三島などの瀬戸内海の島々へサツマイモを広めた六部僧である。松浦宗案、義農作兵衛とともに伊予の三農と称される。諱は秀譽（ひでたか）。号は古岩独釣。島民を飢饉から救ったとして、甘藷地蔵（いも地蔵、芋地蔵）として大三島の向雲寺（今治市上浦町瀬戸）をはじめ、島内の各地や近隣の島々にまつられている。向雲寺の甘藷地蔵は愛媛県指定史跡である。

## 経歴
下見吉十郎は伊予国の豪族河野氏の子孫であり、寛文13年（1673年）に大三島の瀬戸村で生まれた。4人の子供を儲けたが、幼くして皆亡くしたことから、正徳元年（1711年）6月23日に六部僧として大三島から諸国行脚に発った。広島、京都、大阪を経て九州を巡っていたところ、同年11月22日、薩摩国の伊集院村の農民である土兵衛に一夜の宿を頼み、土兵衛から甘藷（サツマイモ）を振舞われた。サツマイモがやせた土地でも簡単に栽培できることを知った吉十郎は、故郷の大三島でサツマイモを育てたいと考え、土兵衛に種芋を譲ってくれるよう頼み込んだ。瀬戸内海は、地形や気候などが独特であり、大規模な飢饉に見舞われることが多い地域であったためだ。薩摩藩は芋の持ち出しを固く禁じていたため、当初は土兵衛も吉十郎の頼みを断ったが、吉十郎が涙ながらに再三懇願したことからついに種芋を譲り渡した。吉十郎は仏像に穴を空けてそこに種芋を隠し、命懸けで薩摩国から持ち出した。このことについて吉十郎は「公益を図るがために国禁を破るが如きは決して怖るゝに足らず」と記している。吉十郎は種芋を大三島へ持ち帰り、栽培に成功すると、島の農民に配って栽培法を伝授した。
その後、吉十郎の栽培したサツマイモは大三島から近隣の島々に広まり、それまで飢饉に苦しんだ島民の生活は安定したものになった。特に、瀬戸内海を中心に100万人の餓死者を出したとされる享保の大飢饉の際には、大三島の周辺では1人の餓死者も出ず、それどころか苦しむ伊予松山藩に米700俵を献上したとの記録が残っている。「幸に甘藷を食いて生命を救ふを得たり」と感謝した島民は、吉十郎を追慕し、向雲寺に「甘藷地蔵」としてまつった。また、向雲寺のほかにも島内の明光寺、宝珠寺、永久庵や周辺の伯方島、生口島、因島などに20体以上の地蔵菩薩が作られた。さらに1920年には下見吉十郎彰徳碑が建立され、1948年には「甘藷地蔵」が愛媛県の指定史跡となった。現在でも吉十郎の子孫が向雲寺の近くに住んでおり、毎年吉十郎の命日には甘藷地蔵祭が催されたり、いも地蔵をモチーフにした土産用の和菓子が作られるなど、島民に広く親しまれている。